# Furby (leksak)
Furby är en talande elektronisk robot leksak tillverkad av Tiger Electronics. Den var som mest populär i slutet av 1990-talet och tidigt 2000-tal.
Furby talade till en början endast sitt eget "språk" furbish, men var programmerade att successivt lära sig engelska.
År 2013 kom företaget Hasbro ut med en ny variant av en furby, "furby boom" som har upplysta LCD-ögon.